# Adolf Lauer von Münchhofen
Hans Adolf Karl Heinrich Freiherr Lauer von Münchhofen (* 16. Mai 1795 in Plaue; † 4. Januar 1874 in Berlin) war ein preußischer Generalmajor und Kommandeur der 6. Kavallerie-Brigade.

## Leben

### Herkunft
Adolf Lauer von Münchhofen war ein Sohn von Adolf Julius Freiherr Lauer von Münchhofen († 1831) und dessen Ehefrau Charlotte, geborene Cramer (1763–1838). Sein Vater war preußischer Kriegs- und Domänenrat, Hofkammerrat und Forstrat des Markgrafen Heinrich von Brandenburg. Dieser wurde am 11. September 1790 mit dem Prädikat von Münchhofen in den Reichsfreiherrenstand erhoben, am 26. Oktober 1796 wurde selbiger in Preußen anerkannt. Seine Mutter wurde am 5. September 1786 als Freiin von Stolzenburg in den Adelsstand erhoben.

### Leben
Lauer wurde auf Schloss Plaue geboren. Er studierte zunächst Jura an der Universität Berlin und trat mit Beginn der Befreiungskriege am 1. März 1813 als Freiwilliger Jäger in das leichte Garde-Kavallerie-Regiment der Preußischen Armee ein. Am 4. Juni 1813 wurde er dort zum Portepeefähnrich ernannt und für das Gefecht bei Haynau mit dem Eisernen Kreuz II. Klasse ausgezeichnet. Lauer nahm im weiteren Kriegsverlauf an den Schlachten bei Großgörschen, Bautzen, Leipzig und Paris teil. In der Zeit kam er am 8. April 1814 als Sekondeleutnant in die Garde-Ulanen-Eskadron und am 21. Februar 1815 in das Garde-Ulanen-Regiment.
Nach dem Krieg besuchte er zur weiteren Ausbildung von Oktober 1819 bis Ende Juli 1822 die Allgemeine Kriegsschule und wurde zwischenzeitlich in das Garde-Kürassier-Regiment versetzt sowie zum Premierleutnant befördert. Am 23. Juli 1832 wurde er Adjutant der 1. Garde-Kavallerie-Brigade, avancierte Ende März 1833 unter Aggregation seines Regiments zum Rittmeister. Am 30. März 1834 trat Lauer mit der Ernennung zum Eskadronchef in den Truppendienst zurück und stieg am 23. April 1842 zum Major und etatsmäßigen Stabsoffizier auf. Mitte August 1842 wurde er dem Regiment aggregiert und als Adjutant des Prinzen Waldemar von Preußen kommandiert. Am 14. Oktober 1848 wurde Lauer zum Kommandeur des Garde-Kürassier-Regiments ernannt und er avancierte in dieser Stellung bis Anfang Dezember 1851 zum Oberst. Daran schloss sich ab dem 20. Juli 1854 eine Verwendung als Kommandeur der 6. Kavallerie-Brigade in Brandenburg an der Havel an und am 2. August 1854 wurde er à la suite seines bisherigen Regiments gestellt. Unter Verleihung des Charakters als Generalmajor erhielt Lauer am 14. Oktober 1856 seinen Abschied mit Pension. Nach seiner Verabschiedung wurde er im Januar 1857 anlässlich des Ordensfestes mit dem Roten Adlerorden II. Klasse mit Eichenlaub ausgezeichnet. Er starb am 4. Januar 1874 in Berlin und wurde am 8. Januar 1874 auf dem Invalidenfriedhof beigesetzt.

### Musiker
Lauer war in seiner Zeit auch ein bekannter Musiker und Komponist. Er wurde am Klavier vom Ludwig Berger ausbildet, das Cello hatte er sich autodidaktisch beigebracht. Nach den Befreiungskriegen wurde seine zweiaktige Oper Rose, die Müllerin zwischen 1820 und 1832 16-mal in Berlin aufgeführt. Außerdem standen seine Opern Der Orakelspruch und Claudine von Villa Bella auf dem Programm der Königlichen Hofoper. Sein bekanntestes Werk wurde ein Requiem, das er zum Andenken an den Prinzen Waldemar komponiert hatte. Lauer komponierte außerdem mehrere Klavierquartette und Lieder, wie z. B. Sechs deutsche Lieder mit Begleitung des Pianoforte (1821), die er Louise von Kleist widmete.

### Familie
Er heiratete am 28. November 1824 in Berlin Rosalie Gräfin von Haeseler (1799–1886). Sie war die Schwester des Landrates Alexis von Haeseler und wurde nach ihrem Tod ebenfalls auf dem Invalidenfriedhof beigesetzt.